# Scaptodrosophila psychotriae
Scaptodrosophila psychotriae är en tvåvingeart som först beskrevs av Toyohi Okada och Carson 1980.  Scaptodrosophila psychotriae ingår i släktet Scaptodrosophila och familjen daggflugor. Inga underarter finns listade i Catalogue of Life.